# 五台山站
五台山站位于中华人民共和国山西省忻州市繁峙县砂河镇，是京原铁路上的火车站，建于1971年，由中国铁路太原局集团管辖。

## 車站周邊
- 中国邮政储蓄银行繁峙县砂河镇京台营业所
- 金洋酒店
- 朝阳中学
- 砂河镇人民政府
- 丰泽国际大酒店
- 繁峙县工业园区
- 繁峙县第二人民医院
- 金矿职工医院
- 中国农业银行砂河营业所
- 砂河第五小学
- 繁峙新田村镇银行砂河支行
- 砂河第二中学
- 砂河汽车站

## 歷史
- 建于1971年。
- 1989年由繁砂河站更名为五台山站[5]:378。

## 外部連結
- 中国铁路客户服务中心（页面存档备份，存于）